# Eme Ikwuakor
Eme Ikwuakor est un acteur américain d'origine nigériane, né le 13 août 1984 à Wheat Ridge (État du Colorado).

## Biographie
Eme Ikwuakor est né de Patricia et Killian Ikwuakor. Il a une sœur Obi et un frère Ak, fondateur d'une ONG nommée Empower2Play. Il a aussi trois frères ainés. Après avoir fait des études supérieures à l'université du Colorado, l'un de ses professeurs l'encourage à persévérer dans une carrière d'acteur. Son premier rôle date de 2009 dans un film de science-fiction intitulé Ink. Il continue néanmoins d'avoir un travail pour subvenir à ses besoins. Il décide de s'investir à temps plein dans sa nouvelle carrière en écrivant, produisant et jouant dans son premier court métrage Chance. Il apparaît dans un certain nombre de séries télévisées à succès. Il est choisi en 2017 pour jouer dans la série Inhumans d'après les personnages de Marvel Comics.

## Filmographie

### Cinéma
- 2009 : Ink de Jamin Winans : Gabe
- 2009 : Midnight Raffle de Kevin Harold Davis : Redbone
- 2011 : The New Republic de Jeoff Hanser : Downs
- 2013 : Murder in the Dark de Dagen Merrill : Solo
- 2014 : Témoin gênant (Not Safe for Work) de Joe Johnston : complice / policier
- 2014 : Looking for Lions de Bradley W. Ragland : monsieur Jawara
- 2015 : My Favourite Five de Paul D. Hannah : James
- 2015 : Everything Before Us de Philip Wang et Wesley Chan : agent de l'immigration
- 2016 : Hold de Bradley W. Ragland : Shane
- 2021 : Moonfall de Roland Emmerich
- 2022 : The Gray Man d'Anthony et Joe Russo

### Télévision
- 2010 : Outlaw (série télévisée) : jeune policier
- 2011 : Love Bites (série télévisée) : vigile
- 2011 : Victorious (série télévisée) : Antoni
- 2014 : Silicon Valley (série télévisée) : Doug
- 2014 : Castle (série télévisée) : ouvrier
- 2014 : Hawaii 5-0 (série télévisée) : garde
- 2014 : We Are Angels (série télévisée) : Mathias
- 2014 : Extant (série télévisée) : commandant des opérations spéciales
- 2014 : Mon comeback (série télévisée) : détective
- 2016 : Colony (série télévisée) : Leader de l'équipe Rouge
- 2016 : NCIS : Los Angeles (série télévisée) : Patrick Badri
- 2016 : Murder (série télévisée) : Hank
- 2017 : Inhumans (série télévisée) : Gorgone
- Depuis 2018 : On My Block (série télévisée) : Dwayne Turner